# 小西新兵衛 (七代目)
小西 新兵衛 (七代目)（こにし しんべえ、1907年8月3日 - 1995年1月18日）は、日本の経営者。武田薬品工業社長、会長を務めた。

## 経歴・人物
東京都出身。1930年に東京帝国大学医学部薬学科を卒業し、翌年に小西薬品に入社した。1943年に社長に就任し、翌年には武田薬品工業との合併により、武田薬品工業常務に就任した。専務、副社長を経て、1974年に社長に就任した。1981年6月に会長に就任し、1991年に取締役名誉会長に就任した。
1995年1月18日がん性腹膜炎のために死去。

## 表彰・栄誉
- タイ政府王冠勲章(1983年)[1]。
- ハンガリー政府工業大臣・特別功労章(1983年)[1]。
- ハンガリー政府スター・クイズ・ゴールデンリーブス勲章(1985年)[1]。
- 勲二等旭日重光章(1988年)[1]。
- ニューオリンズ市名誉市民(1988年)[1]。
- イタリア功労勲章コメンダトーレ章(1988年)[1]。
- マスコミ功労者顕彰(広告功労者部門)(1996年)[1]。